# Amberana fissurata
Amberana fissurata är en insektsart som beskrevs av Jacobi 1917. Amberana fissurata ingår i släktet Amberana och familjen spottstritar.
Artens utbredningsområde är Madagaskar. Inga underarter finns listade i Catalogue of Life.